# Omar Epps
Omar Hashim Epps (n. 20 iulie 1973, New York City, New York, SUA) este un actor, rapper și producător american. A primit nouă premii NAACP Image, două Teen Choice Awards, un MTV Movie Award, un Black Reel Award și un Screen Actors Guild Award. Rolurile de film ale lui Epps includ Juice, Higher Learning, The Wood, In Too Deep și Love & Basketball. Activitatea sa de televiziune include rolul Dr. Dennis Gant în serialul de drame medicale ER, J. Martin Bellamy în Resurrection, Dr. Eric Foreman în serialul de drame medicale Fox House din 2004 până în 2012 și Isaac Johnson în serialul TV Shooter din 2016 până în 2018.